# 양보청
양보청(중국어 정체자: 楊輔淸, 병음: Yang Fuqing, ? - 1874년)은 태평천국의 지도자 중의 하나로 보왕(輔王)에 봉해졌다.

## 생애
광서성 계평 출신이다. 동왕 양수청의 동생이다. 금전봉기 이후 국종(國宗)에 봉해졌다. 천경사변이 일어났을 때 천경에 있지 않았기 때문에 난을 피했다. 1858년, 강서성 경덕진을 공략하여 청나라 군대에 항복한 장군인 위준을 격파하고, 지주를 탈환하여 보왕(輔王)에 봉해졌다.
1860년에는 제2차 강남대영 공략에 참여하여 안휘성 영국을 점령했고, 강소성 의흥을 점령하여 그곳에 보왕부를 두었다. 1864년, 호주의 수비를 맡고 있었지만, 천경이 함락되자 이후 상해로 도피했다. 이후 마카오와 내륙을 전전하며 재기를 꾀했다.
1874년, 복건성에 있다가 태평천국의 장군이었다가 청나라에 항복했던 마융화(馬融和)에 의해 발견되었다. 그 소식을 듣은 민절총독 이학년에 의해 진강현에서 잡혀서, 복주에서 처형되었다.
일설에는 상해에서 샌프란시스코로 피해 삼합회를 세웠다는 말도 있다. 또 다른 설에서는 1884년에 민절총독 하경에게 붙잡혀 처형되었다는 말도 있다.